# Lucas Franchoijs il Giovane

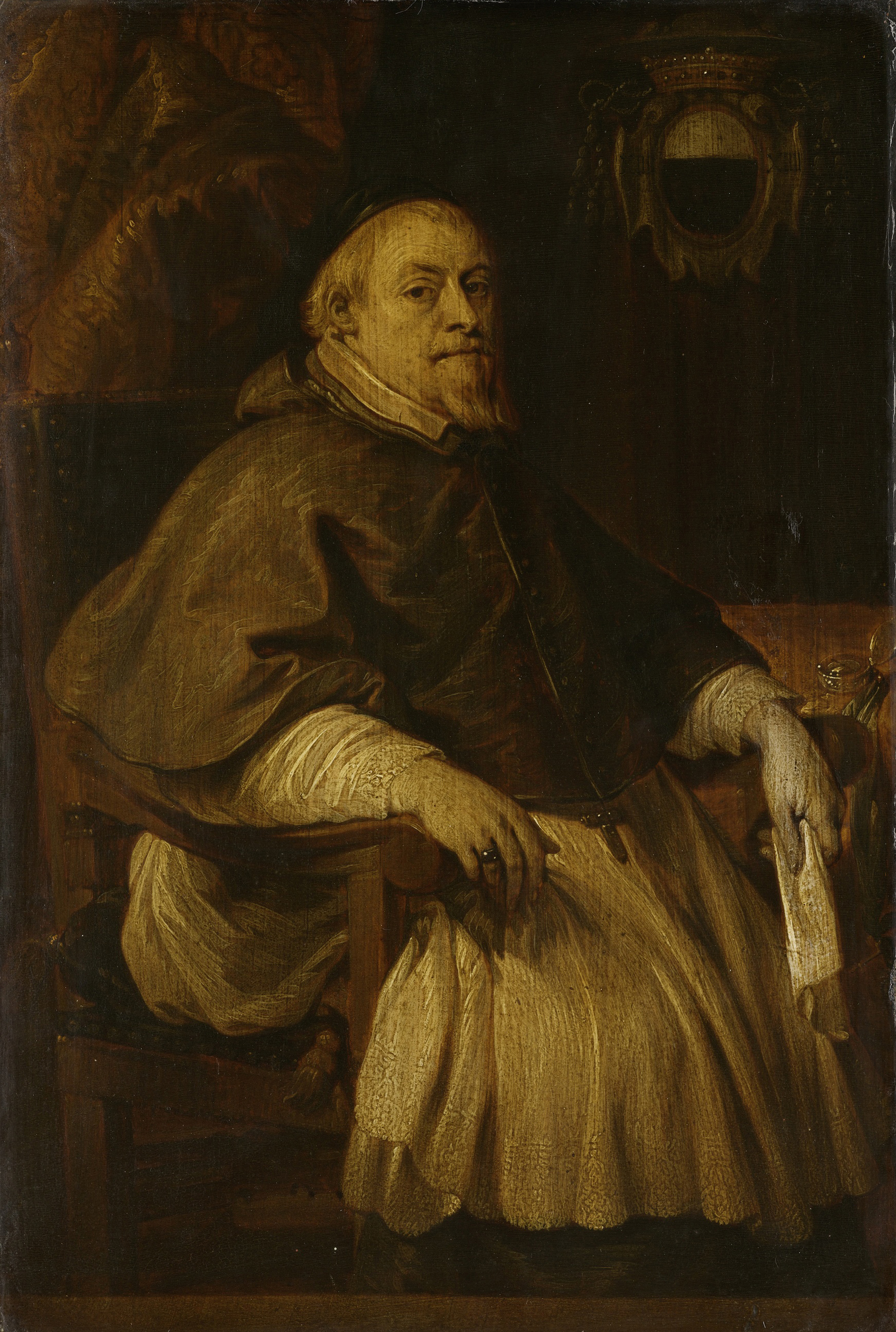
Ritratto di François Vilain de Gand, baron van Rassenghem, Vescovo di Doornik, Rijksmuseum, Amsterdam

Lucas Franchoijs (anche Lucas Franchoys) (Malines, 28 giugno 1616 – Malines, 3 aprile 1681) è stato un pittore fiammingo.

## Biografia
Era figlio di Lucas Franchoijs il Vecchio e fratello di Peter Franchoijs.
Iniziò ad imparare l'arte della pittura da suo padre. Come suo fratello maggiore Peter prima di lui, continuò lo studio ad Anversa, allora il centro della pittura fiamminga. Il suo primo biografo, Cornelis de Bie, fa cenno di un periodo di studio con Peter Paul Rubens ma non vi sono altre fonti al riguardo.
La prima fonte sui suoi lavori è del 1649 quando lavorava a Tournai su commissione della chiesa locale e dove visse per diversi anni. Sempre de Bie afferma che Franchoijs risiedette per un lungo periodo in Francia ma ciò potrebbe essere attribuito al fatto che  Tournai si trovava allora nella zona di lingua francese dei Paesi Bassi meridionali ai confini con la Francia.
Tornò a Malines nel 1654 e l'anno seguente divenne maestro della locale Corporazione di San Luca. Nel 1663 divenne diacono della Corporazione. A Malines ricevette diverse commissioni da chiese, monasteri e conventi per pale d'altare e altri dipinti. Fu anche un ritrattista e dipinse un ritratto del suo mecenate arcivescovo Alphonse de Bergues.
Sposò Suzanne Thérèse e la coppia ebbe otto figli, dei quali Lucas Elias divenne pittore.
Ebbe come allievi Sebastiaen van Aken e Pierre Simon Verlinden.

## Opere

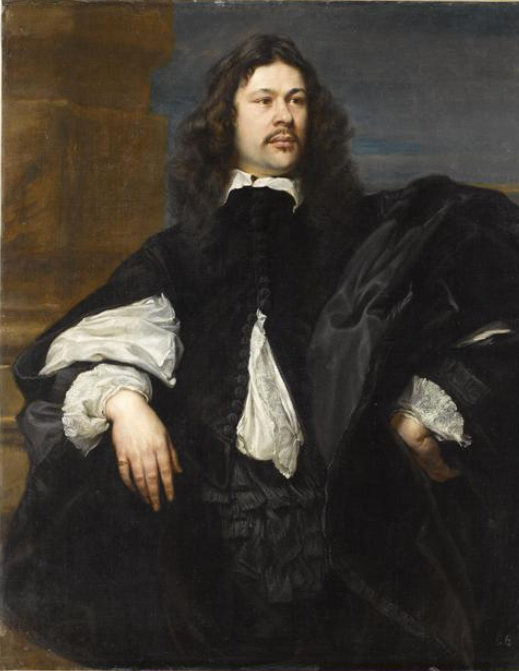
Ritratto di uomo

Il suo biografo Arnold Houbraken scrisse che Lucas Franchoijs fu noto per i suoi ritratti ed allegorie storiche, nei quali può essere riscontrata la mano di Peter Paul Rubens. Comunque, lo stile di Franchoijs è più vicino a quello di Antoon van Dyck che a Rubens.
Attraverso le sue numerose monumentali pale d'altare nelle chiese di Tournai e di Malines, Franchoijs si costruì la reputazione di uno dei più importanti pittori religiosi della seconda metà del XVII secolo. Queste opere mostrano l'influenza degli ultimi lavori di Antoon van Dyck, dei quali Franchoijs realizzò diverse incisioni e con il quale aveva collaborato. Franchoijs tende a sottolineare emotività nella sua iconografia religiosa. Lo stile, nei suoi primi dipinti dal suo tempo a Tournai, non è maturo, soffre di una composizione angusta e la pittura delle figure è robusta. Le sue ultime opere dipinte a Malines mostrano una composizione più efficace delle figure e maggiore espressività nelle pose. In questo lavoro successivo Franchoijs mostra una forte somiglianza con le opere di Pieter Thys, un altro suo contemporaneo sotto l'influenza di van Dyck.
I ritratti di Franchoijs raffigurano i suoi modelli in una calcolata informalità nello stile di van Dyck. Il suo autoritratto, noto solo attraverso un'incisione di Coenrad Waumans, è vicino nello stile alle incisioni dei ritratti dell'iconografia di van Dyck.
Collaborò con molti suoi contemporanei come Lucas Achtschellinck, Jacques d'Arthois, Gregoire Beerings, Wilhelm Schubert van Ehrenberg, Egide Smeyers e Frans Snyders.